# Temas propios
Pour plus de détails, voir Fiche technique et Distribution.
Temas propios est un film uruguayen réalisé par Guillermo Rocamora, sorti en 2023.

## Synopsis
César a 45 ans, mais ressemble à un adolescent. C'est un père immature qui vit une seconde jeunesse après son divorce. Virginia a 47 ans et enseigne l'anglais dans sa cuisine, chez elle. C'est une mère débordée par son travail, ses enfants adolescents et sa séparation. Manuel a 18 ans, c'est un génie musical en pleine crise de vocation. Agustín a 15 ans et il est sur le point d'être renvoyé de l'école. Au milieu de la tempête familiale, César et Manuel décident de former un groupe de rock familial.

## Fiche technique
- Titre : Temas propios
- Réalisation : Guillermo Rocamora
- Scénario : Eugenia Ratcliffe et Guillermo Rocamora
- Photographie : Julián Apezteguia
- Montage : Fernando Epstein et Eliane Katz
- Production : Santiago López Rodríguez, Hernán Musaluppi, Diego Robino et Lilia Scenna
- Société de production : Cimarrón Cine
- Pays :  Uruguay et  Argentine
- Genre : Comédie dramatique et film musical
- Durée : 91 minutes
- Dates de sortie : 
  -  Uruguay : 24 août 2023

## Distribution
- Diego Cremonesi : César
- Franco Rizzaro : Manuel
- Valeria Lois : Virginia
- Alfonso Tort : Yáñez
- Vicente Luan : Agustín
- Roberto Suárez : Charly
- Ángela Torres : Eli

## Distinctions
Le film a été choisi comme représentant officiel de l'Uruguay pour l'Oscar du meilleur film international, mais n'a pas été nommé.